# Michael Conlan
Michael John Conlan (* 19. November 1991 in Belfast) ist ein irischer Profiboxer und ehemaliger Interimsweltmeister der WBA im Federgewicht.
Als Amateur war Conlan unter anderem Bronzemedaillengewinner der Olympischen Spiele 2012, Vize-Europameister 2013, Commonwealth-Champion 2014, sowie Europameister und Weltmeister 2015.

## Amateurkarriere
Conlan begann im Alter von sieben Jahren mit dem Boxsport und bestritt seinen ersten Kampf im Alter von zehn Jahren. 2008 erreichte er im Halbfliegengewicht das Viertelfinale der Commonwealth-Jugendspiele in Indien und gewann 2009 im Fliegengewicht die Arafura Games in Australien. 2010 unterlag er im Achtelfinale der Commonwealth Games in Indien knapp gegen Jason Moloney.
Bei den Europameisterschaften 2011 in Ankara schlug er Khalid Yafai, schied aber dann im Viertelfinale gegen Vincenzo Picardi aus. Er nahm anschließend noch an den Weltmeisterschaften 2011 in Baku teil, wo er sich gegen Alexander Riscan, Olzhas Sattibayev und Nordine Oubaali durchsetzen konnte und ebenfalls das Viertelfinale erreichte, wo er gegen Andrew Selby unterlag. 2012 startete er beim Chemiepokal in Deutschland und gewann eine Bronzemedaille im Fliegengewicht nach Halbfinalniederlage gegen Pürewdordschiin Serdamba.
Durch seinen Erfolg bei der WM 2011 war er auch für die Olympischen Spiele 2012 in London qualifiziert. Dort konnte er in der Vorrunde Micah Duke und im Viertelfinale erneut Nordine Oubaali bezwingen, ehe er im Halbfinale gegen Robeisy Ramírez ausschied und eine Bronzemedaille im Fliegengewicht gewann. Irland erreichte damit, zusammen mit der Bronzemedaille von Paddy Barnes im Halbfliegengewicht und der Silbermedaille von John Nevin im Bantamgewicht, drei Medaillen. Conlans Medaille im Fliegengewicht war die erste Olympiamedaille eines irischen Boxers in dieser Gewichtsklasse seit der Bronzemedaille von Hugh Russell 1980.
Die Europameisterschaften 2013 in Minsk beendete er mit dem Gewinn der Silbermedaille im Fliegengewicht nach einer knappen Finalniederlage gegen Andrew Selby. Zuvor hatte er Narek Abgarjan, Sergey Loban und Owik Ogannisjan besiegt. Bei den anschließenden Weltmeisterschaften 2013 in Almaty startete er bereits im Bantamgewicht und schied im Viertelfinalkampf gegen Wladimir Nikitin aus, nachdem er zuvor Krisztián Nagy und Brian Gonzalez geschlagen hatte.
Bei den Commonwealth Games 2014 in Glasgow gewann er die Goldmedaille im Bantamgewicht mit jeweils einstimmigen Siegen gegen Matthew Martin, Shiva Thapa, Bashir Nassir, Sean McGoldrick und Qais Ashfaq. In dieser Gewichtsklasse gewann er dann auch die Goldmedaille bei den Europameisterschaften 2015 in Samokow, nachdem er sich ebenfalls jeweils einstimmig gegen Anthony Bret, Fredrik Jensen, Francesco Maietta und erneut Qais Ashfaq durchgesetzt hatte. Darüber hinaus wurde er zum besten Boxer der ganzen EM gewählt. Der Höhepunkt seiner Karriere war dann der Gewinn der Goldmedaille im Bantamgewicht bei den Weltmeisterschaften 2015 in Doha. Er hatte sich dabei gegen Robenilson de Jesus (2:0), Tayfur Əliyev (3:0) und Dsmitryj Assanau (3:0) ins Finale vorgekämpft, wo er zwar gegen Murodjon Ahmadaliyev den einzigen Niederschlag seiner Karriere erlitt, den Kampf aber mit 3:0 für sich entscheiden konnte und damit Irlands erster Amateurweltmeister im Boxen wurde. Zudem wurde er zu Irlands Sportler des Jahres gewählt.
Als amtierender Weltmeister und Nummer 1 der AIBA-Weltrangliste im Bantamgewicht, startete er dann als einer der Favoriten bei den Olympischen Spielen 2016 in Rio de Janeiro. Er konnte dabei in der Vorrunde Aram Awagjan (3:0) besiegen und ins Viertelfinale einziehen, wo er äußerst umstritten mit 0:3 gegen Wladimir Nikitin ausschied. Der Kampf gilt als eine der krassesten Fehlentscheidungen der olympischen Boxgeschichte und führte zusammen mit einigen weiteren umstrittenen Urteilen, zur Suspendierung aller 36 Punkt- und Ringrichter der Spiele 2016. Nikitin war nach dem Kampf so schwer gezeichnet, dass er aufgrund seiner Verletzungen nicht zum Halbfinalkampf gegen Shakur Stevenson antreten konnte und mit einer Bronzemedaille ausschied.
Zwischen Januar 2013 und April 2015 stieg er zudem für die Teams USA Knockouts, Team Germany und Italia Thunder bei der World Series of Boxing (WSB) in den Ring und gewann sieben von zehn Kämpfen.
Während seiner Amateurlaufbahn wurde er auch irischer Meister 2011, 2012 und 2013 im Fliegengewicht, wobei er in allen drei Finalkämpfen Chris Phelan besiegen konnte. 2014 gewann er die irischen Meisterschaften im Bantamgewicht mit einem Finalsieg gegen Tyrone McCullough. Er beendete seine Amateurkarriere mit einer Bilanz von 234 Siegen und 14 Niederlagen.

## Profikarriere
Im September 2016 wurde Conlan von Top Rank des Promoters Bob Arum unter Vertrag genommen. Betreut wird er von Matthew Macklin und seinem Management MTK Global. Seine Trainer sind Manny Robles und Adam Booth.
Sein Profidebüt gewann er am 17. März 2017 im Madison Square Garden von New York City vorzeitig gegen Tim Ibarra. In seinem zehnten Kampf am 22. Dezember 2018 besiegte er Jason Cunningham beim Kampf um den Titel WBO Intercontinental im Federgewicht. Am 17. März 2019 gewann er eine Titelverteidigung gegen Ruben Hernandez. Eine weitere Titelverteidigung gewann er am 3. August 2019 gegen Diego Ruiz.
Am 14. Dezember 2019 besiegte er den ebenfalls ins Profilager gewechselten Wladimir Nikitin, gegen den er bei den Olympischen Spielen 2016 umstritten verloren hatte, einstimmig nach Punkten. Im August 2020 siegte er vorzeitig gegen Sofiane Takoucht (35-4).
Am 30. April 2021 boxte er im Superbantamgewicht gegen Ionut Baluta (14-2) und siegte durch Mehrheitsentscheidung. Er wurde damit WBO International Champion. In seinem nächsten Kampf am 6. August 2021 siegte er gegen TJ Doheny (22-2) und wurde WBA-Interimsweltmeister.
Am 12. März 2022 verlor er durch TKO in der zwölften Runde gegen Leigh Wood. Beim Kampf um den IBF-Weltmeistertitel verlor er zudem am 27. Mai 2023 vorzeitig gegen Luis Alberto Lopez.